# Sœurs de Saint Joseph de Saint-Péray
Les Sœurs de Saint Joseph de Saint-Péray sont une congrégation religieuse féminine enseignante et hospitalière de droit pontifical née de la fusion de six instituts. Elles font partie de la fédération des Sœurs de Saint Joseph de France.

## Histoire
En 1989, un rapprochement se fait entre les congrégations du Puy-en-Velay, de Clermont-Ferrand, de
Saint-Etienne-de-Lugdarès, de Viviers, auxquelles se joignent en 1992 les sœurs de la Doctrine Chrétienne de
Meyrueis et les sœurs de Saint-Jean-François Régis d'Aubenas.
Par décret du Saint-Siège du 24 décembre 1993, six congrégations françaises fusionnent entre elles. Elles ont pour point commun d'avoir été fondées dans le Massif central. Plusieurs de ces instituts avaient absorbées une ou plusieurs congrégations par le passé ou étaient elles-mêmes des congrégations qui avaient fusionné. En 1996, elles sont rejointes par les sœurs de Saint-Joseph de Rodez.
Les Sœurs de Sainte Clotilde fusionnent avec elles le 26 septembre 2021.
- • Les Sœurs de Saint Joseph du Puy-en-Velay fondées au Puy-en-Velay en 1650 par Jean-Pierre Médaille[4].
  - Les Sœurs de Saint-Joseph de Saint-Flour fondées à Saint-Flour en 1830 par cinq sœurs de Saint Joseph du Puy venant de la communauté d'Allanche[5]. À cette époque, le Puy-en-Velay et Saint-Flour dépendent du diocèse de Saint-Flour, mais le diocèse du Puy-en-Velay est rétablit en 1822. Les deux communautés se retrouvent alors sur deux diocèses différents. Reconnue officiellement le 9 janvier 1840, elle devient une congrégation autonome le 3 août 1853. Cette congrégation fusionne avec les sœurs de Saint Joseph du Puy le 14 avril 1966[6].

- • Les Sœurs de Saint Joseph de Clermont appelées aussi sœurs de Saint-Joseph du Bon Pasteur sont fondées à Clermont en 1723 par les sœurs de Saint-Joseph du Puy. En 1811, la maison de Clermont devient maison-mère de toutes les communautés de Saint Joseph du diocèse de Clermont[7],[8].

- • Les Sœurs de Saint Joseph de Saint-Étienne-de-Lugdarès fondées en 1833 à Saint-Étienne-de-Lugdarès par l'abbé Jean-Pierre Bourret (1789-1848), curé de la paroisse, sous le nom de sœurs de Sainte-Marie et Saint-Étienne. En 1849, elle adoptent les constitutions de Saint Joseph du Puy et prennent le même vocable[9].
  - Les Sœurs de Saint Joseph de Ruoms fondées en 1825 par l'abbé Pierre Sévenier pour l'enseignement des petites filles[10]. Elles fusionnent en 1942 avec les sœurs de Saint Joseph de Saint-Étienne-de-Lugdarès[9].

- • Les Sœurs de Saint Joseph de Viviers nées en 1948 de l'union de six congrégations ardéchoises. Quatre d'entre elles sont liées aux sœurs de Saint Joseph fondées au Puy-en-Velay en 1650 par Jean-Pierre Médaille. Au départ, les maisons de sœurs de Saint Joseph sont indépendantes les unes des autres, mais après la Restauration, plusieurs évêques décident de placer les sœurs sous une supérieure générale avec une maison-mère et un noviciat centralisés. Les sœurs de Saint Joseph de Lyon arrivent facilement à faire cette réforme mais cela est plus compliqué dans le diocèse de Viviers où elles sont réduites au nombre de quatre[11].

- - Les Sœurs de Saint Joseph du Cheylard au Cheylard.
  - Les Sœurs de Saint Joseph de Satillieu à Satillieu.
  - Les Sœurs de Saint Joseph de Saint-Prix à Saint-Prix.
  - Les Sœurs de Saint Joseph de Saint-Félicien à Saint-Félicien.
  - Les Sœurs de Saint Joseph d'Aubenas fondées en 1813 aux Vesseaux par l'abbé Mazard[11]. La maison-mère est transférée à Aubenas en 1875[12].
  - Les Sœurs de Saint Joseph des Vans fondées en 1793 aux Vans par Marie-Thérèse Castanier, religieuse de l'institut de l'Union chrétienne de Mende. Elles adoptent la règle des sœurs de Saint-Joseph en 1802[13].

- • Les Sœurs de la Doctrine Chrétienne fondées à Meyrueis en 1822 par l’abbé Rouvelet et Marie Perségol. En 1938, elles absorbent les sœurs Unies de Marvejols[14].
  - Les Sœurs Unies de Marvejols.

- • Les Sœurs de Saint-Régis d'Aubenas fondée en 1821 à Alba-la-Romaine (Aps à l'époque) par le père Étienne Terme (1791-1834) pour l'enseignement des enfants. La maison-mère est transférée à Aubenas en 1834. En 1836, la communauté de Lalouvesc se sépare pour donner les sœurs de Notre-Dame du Cénacle. En 1985, cet institut s'associe avec les sœurs de la Doctrine chrétienne de Meyruies au sein de la fédération magnificat[15].

- • Les Sœurs de Saint Joseph de Rodez fondées le 2 février 1965 par l'union de six congrégations aveyronnaises dédiées à saint Joseph et s'inspirant de la règle de Saint-Joseph du Puy[16].

- - Les Sœurs de Saint Joseph de Villecomtal fondées à Villecomtal en 1824 par Catherine Madrières dans le but d'instruire les filles[17].
  - Les Sœurs de Saint Joseph de Clairvaux fondées à Clairvaux-d'Aveyron en 1824 par Marie Burguière en religion Mère Sainte-Thérèse[18].
  - Les Sœurs de Saint Joseph de Millau fondées à Veyreau en 1828 par Rosalie Causse, en religion Mère Saint-Joseph[19].
  - Les Sœurs de Saint Joseph d'Estaing fondées à Estaing en 1836 par Marie-Anne Fages, en religion Mère Sainte-Ursule[20].
  - Les Sœurs de Saint Joseph de Marcillac fondées à Marcillac-Vallon en 1838 par Sophie Arnal en religion Mère Théotiste.
  - Les Sœurs de Saint Joseph de Salles la Source fondées à Salles-la-Source en 1855 par Mère Sainte Philomène.

- • Les Sœurs de Sainte-Clotilde fondées en 1821 à Paris par Antoinette-Sophie Aubry-Desfontaines (1760-1821). Avant la révolution française, elle était religieuse adoratrice perpétuelle du Sacré-Cœur au couvent de sainte Aure. Délivrée de prison par la chute de Robespierre, elle ouvre une école en 1796[21]. Elle pense ensuite fonder une congrégation pour l'enseignement. Les statuts sont rédigés par Jean-Baptiste Rauzan et Hyacinthe-Louis de Quélen, archevêque coadjuteur de Paris. C'est ce dernier qui propose de placer la congrégation sous le vocable de sainte Clotilde, estimant que la France lui est redevable de la foi, et la congrégation destinée à ranimer la religion catholique par l'éducation des femmes. Le cardinal de Talleyrand-Périgord approuve les statuts le 6 avril 1821. Le 16 août suivant, Antoinette Desfontaines prononce ses vœux avec trois compagnes[22]. Dans les années 1820, la congrégation fait appel au personnel du collège Stanislas pour donner des cours aux novices[23]. L'institut reçoit le décret de louange en 1877[24]. Leur école de Paris est longtemps la seule de la congrégation ; une maison est ouverte en Suisse en 1880. Après la promulgation des lois anti-congrégationnistes françaises, elles fondent des maisons en Angleterre, en Italie et en Belgique. En 1959, des écoles ouvrent également au Mali et au Cameroun en 1965[25].

## Activités et diffusion
Les sœurs se consacrent à divers apostolat dont l'enseignement et au soin des malades.
Elles sont présentes en:
- Europe : France, Belgique.
- Afrique : Côte d'Ivoire, Sénégal

La maison-mère est à Saint-Péray.
En 2017, la congrégation comptait 611 sœurs dans 114 maisons.